# Benjamín Aybar
Benjamín Aybar (14 de abril de 1896, San Miguel de Tucumán, Argentina - 1970, San Miguel de Tucumán) fue un destacado filósofo argentino.

## Vida y obra
Aybar nació en seno de una familia de antigua raigambre, aristocrática y de terratenientes. Su padre fue Ambrosio Aybar y su madre Matilde Rodríguez Helguera.
Egresó de la Pontificia Universidad Gregoriana de Roma con el título de doctor en filosofía en el año 1915. Luego permaneció en Italia durante siete años estudiando humanidades y filosofía. Al regresar fue profesor del Colegio Nacional de San Miguel de Tucumán de las materias de lógica e idioma italiano a partir de 1921. Luego ingresó como Profesor de la Facultad de Derecho de la Universidad Nacional de Tucumán desde su fundación en las cátedra de Introducción a la Filosofía y Filosofía del Derecho, a partir 1 de julio de 1938. También fue miembro del Consejo Directivo de la misma Facultad desde el 1 de junio de 1940 hasta octubre de 1943. Fue fundador y director del Diario La Tarde y propietario del mismo desde el 19 de septiembre de 1932 hasta el 30 de junio de 1935, editado en Tucumán, con talleres propios y amplia información.
En el ámbito político, se destacó como elector de presidente por el Partido Demócrata Nacional, en la elección de la fórmula Justo-Roca. Fue presidente del Consejo General de Educación de Tucumán, desde 1943 hasta 1944. En la Facultad de Filosofía y Letras de la Universidad Nacional de Tucumán, fue director del Instituto de Filosofía, teniendo a su cargo la materia Disciplinas Experimentales Psicológicas. Aybar proyectó la creación del Instituto de Psicotecnia, que fue la base para la creación de la carrera de Psicología de esta Universidad. Su obra La ontología del alma se incorpora a la nómina de publicaciones del Departamento de Literatura y Cine del Consejo Provincial de Difusión Cultural.
Desempeñó, entre otros cargos de su especialidad, los de Director del Instituto de Filosofía y de Psicología de la religión, de la Universidad Nacional de Tucumán. Fue académico de número de la Academia de Ciencias, Cultura y Arte de la misma casa de estudios, desde 1950. La Universidad Nacional de Tucumán le otorgó el máximo reconocimiento que se le puede dar a un docente de su casa, nombrándolo "Profesor emérito". Es considerado como uno de los más dignos exponentes del pensamiento filosófico argentino, ya que como lo sostiene Alberto Caturelli, no puede negarse que Tucumán tiene dos de los más originales filósofos argentinos: Benjamín Aybar y Alberto Rougès.[cita requerida]
Participó, como miembro activo en diferentes congresos nacionales e internacionales, contándose entre estos últimos el Undécimo Congreso Internacional de Filosofía, convocado en Bruselas, el Segundo Congreso Latinoamericano de Sociología, de Río de Janeiro, el Decimotercer Congreso Internacional de Filosofía, reunido en Córdoba, España, en 1965, como homenaje en el Centenario de Séneca.[cita requerida]
Contrajo matrimonio con Ana María Corominas Lacaze (odontóloga).

## Publicaciones
- La ontología del alma, San Miguel de Tucumán, República Argentina, 1966.
- La espontaneidad dirigida (reforma psicopedagógica de la enseñanza secundaria argentina), edición de la UNT, 1942.
- El realismo intuitivo", 1.ª edición 1947 y 2.ª edición 1954, con los sellos de la Facultad de Derecho y de la Facultad de Filosofía y Letras de la UNT, respectivamente.
- Hacia una gnoseología de la totalidad, Revista de la Universidad Autónoma de México, 1951.
- El apartamiento de las direcciones ontológicas raíz de los conflictos, Revista de Humanidades, Salta, 1950.
- Reflexología, Revista Humanitas de la UNT, 1953.
- Ese dios, el hombre, Tucumánm Centro de Estudios Regionales, Facultad de Filosofía y Letras, Universidad Nacional de Tucumán, 1997.